# Aston Ingham
Aston Ingham est une paroisse civile et un village du Herefordshire, en Angleterre.